# Parafasìa
Con il termine parafasìa  si indica un disturbo del linguaggio che consiste nella sostituzione di termini esatti con altri sbagliati o nel cambiamento d'ordine di sillabe o parole per cui il discorso, nelle forme più gravi del disturbo, risulta di difficile o impossibile comprensione.

## Etimologia
Il termine parafasia deriva dalla lingua greca: il prefisso παρά indica somiglianza, vicinanza concettuale, mentre il sostantivo φημη significa parola. Il termine perciò sta letteralmente ad indicare lo scambio di un termine esatto con altri sbagliati ma vicini al termine originario.

## Cause
Il disturbo si associa assai spesso all'ictus cerebrale od altri tipi di malattie encefaliche da cause vascolari, ma anche a traumi, malattie degenerative che conducono a demenza o neoplasie cerebrali. Anche il normale invecchiamento e la malattia di Alzheimer si associano a modifiche di elaborazione del linguaggio che possono evolvere in parafasia.

## Classificazione e caratteristiche cliniche

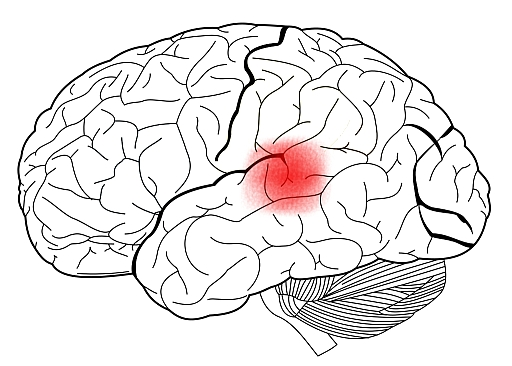
L'area del linguaggio di Wernicke

La parafasia può essere ulteriormente suddivisa in 3 categorie:
- parafasie semantiche/fonologiche. Nel primo caso abbiamo la sostituzione di un termine con un altro che a livello semantico appartiene alla stessa categoria, ad esempio pecora invece di capra. Nel caso della parafasia fonologica ad esempio il paziente dice coltello invece che martello.
- parafasie verbali fonemiche. Il soggetto involontariamente omette, sostituisce, traspone o ripete dei fonemi all'interno di una parola. A titolo di esempio: tigre diviene trighe, corda diviene coda oppure ancora bambino diviene pampino.
- parafasie neologistiche. In questo caso avviene la sostituzione di una o più lettere all'interno di una parola al punto da rendere il termine non più identificabile. Ad esempio la parola bambino diviene bentino[6][7][8].

Anche nel linguaggio parlato da soggetti normali si possono verificare un numero molto basso di errori parafasici. Le parafasie (ed in particolare le parafasie fonologiche) sono invece di gran lunga più frequenti in caso di afasia di Wernicke e di afasia transcorticale sensoriale.

## Diagnosi
La diagnosi viene posta a seguito della valutazione neuropsicologica.